# Sara De Blue
Sara De Blue (* 22. Mai 1990 in Mittersill als Sara Koell) ist eine österreichische Sängerin und Songwriterin.

## Werdegang
Sara De Blue kommt aus einem musikalischen Elternhaus und war bereits früh als Sängerin aktiv. Ihr Studium an der Pädagogischen Hochschule Tirol schloss sie 2011 mit dem Bachelor in Musikerziehung und Englisch ab. Zudem absolvierte sie einen Lehrgang für Jazz-Gesang sowie in improvisierter Musik, Tanz und Schauspiel am Tiroler Landeskonservatorium. Seit dieser Zeit ist als Sängerin in unterschiedlichen Projekten sowie als Gesangslehrerin tätig. Ein Instrumental- und Gesangspädagogikstudium schloss sie 2019 mit dem Bachelor an der Anton Bruckner Universität Linz ab.
Bei den Olympischen Jugend-Winterspielen 2012 sang die Sängerin im Bergisel-Stadion (Innsbruck) als erste Frau die neue Fassung der österreichischen Bundeshymne („Töchter & Söhne“). Im Folgejahr nahm sie an der 3. Staffel der Castingshow The Voice of Germany teil, wo sie in das Team von The BossHoss kam und die dritte Phase („Showdown“) erreichte. 2016 war sie Wildcard-Kandidatin für die Vorentscheidungs-Show Eurovision Song Contest – Wer singt für Österreich? 2018 nahm sie an der ESC-Vorentscheidung 1 in 360 für San Marino teil, wo sie mit der Ballade Out of the Twilight den zweiten Platz erreichte. 2019 gewann sie den ersten Preis für die „beste internationale Song-Performance“ beim rumänischen Gesangswettbewerb „Cerbul de Aur“ in Brașov.
2022 veröffentlichte sie das Weihnachtsalbum Zimtstern auf dem Label Artists & Acts. An den Aufnahmen beteiligt waren Künstler wie Jennifer Batten, Nadine Beiler, Vincent Bueno, Anna Buchegger, Florian Bramböck, Christian Wegscheider und Markus Linder. Neben bekannten Weihnachtsliedern sind auch eigene Kompositionen zu hören.
Seit 2022 ist Sara De Blue die Sängerin der Sendung „Sport & Talk“ im Hangar 7.
2024 erhielt Sara De Blue als eine der ersten Frauen das Kulturehrenzeichen ihrer Heimatgemeinde Matrei, trat u. a. als Vorgruppe von Andreas Gabalier, Boss Hoss, Gregor Meyle auf und stand mit Semino Rossi, Roberto Blanco, Beatrice Egli, Andrea Berg als Background-Sängerin auf der Bühne. 
2024 durfte Sara de Blue u. a. auch im Vorprogramm der ORF Starnacht am Wörthersee auftreten, 2025 trat sie gemeinsam mit der Sängerin Adriana mit ihrem gemeinsamen Song "Brich dein Schweigen" vor einem Millionenpublikum in der ORF & MDR Eurovision - TV Show "Wenn die Musi spielt" u. a. mit Andy Borg, Simone und weiteren TV - Größen auf. Auch ist sie 2025 in der BR (Bayerischen Rundfunk) Sendung "Musik in den Bergen" mit ihrem bekannten Song "Tirol Tirol Tirol" zu sehen. 2025 landete sie gleich am 1. Tag an der Spitze auf Platz 2 der I tunes Charts (gleich nach Helene Fischer) mit ihrem Sommerhit "Cappuccino", für diesen Song und das Video holte sie sich ORF Star Robert Palfrader ins Boot.
2025 eröffnete sie gemeinsam die SKI WM in Saalbach mit der Band von Ivica Kostelic und Max Franz die Show, übertragen wurde die TV Show/Eröffnung in über 72 Länder weltweit.

## Diskografie
- Zimtstern – Das Weihnachtsalbum (Album, Artists & Acts; 2022)